# Aeroportul Hun
Aeroportul Hun (IATA: HUQ, ICAO: HLON) este un aeroport din Libia ce deservește zona Hun⁠(d).
Situat la o altitudine de 280 m, aeroportul dispune de o singură pistă.